# Gaëtan Bong
Gaëtan Bong Songo (* 25. April 1988 in Sakbayémé, Kamerun) ist ein kamerunisch-französischer ehemaliger Fußballspieler auf der Position eines Abwehrspielers. Er spielte zuletzt für Nottingham Forest.

## Karriere
Der in Sakbayémé in der Provinz Littoral in Kameruns Westen geborene Bong kam im Kindesalter nach Frankreich, wo er zuerst unter Yannick Stopyra im Centre de Formation, einem Projekt des französischen Fußballverbandes, trainierte und im Jahre 2002 in der Nachwuchsabteilung des FC Metz aufgenommen wurde. Nach etwas mehr als zwei Jahren im Nachwuchs kam der gelernte Abwehrspieler ab der Spielzeit 2004/05 für die B-Mannschaft des Vereines mit Spielbetrieb in der viertklassigen Championnat de France Amateur (CFA) zum Einsatz und brachte es hierbei in seiner ersten Saison auf 13 Meisterschaftseinsätze. Aufgrund seiner guten Leistungen im B-Team kam Bong ab der Spielzeit 2005/06 erstmals für das Profiteam in der höchsten Fußballliga Frankreichs zum Einsatz. Sein Profidebüt gab er dabei am 10. Dezember 2005 beim 1:1-Auswärtsremis gegen den FC Sochaux-Montbéliard, als er über die gesamte Spieldauer auf dem Platz stand und in Minute 25 mit der gelben Karte abgemahnt wurde. Insgesamt brachte es der damals 17-Jährige in dieser Saison auf drei Profiligaauftritte und war parallel dazu in 18 Ligaspielen der B-Mannschaft im Einsatz.
Mit den Profis stieg er am Ende der Saison zusammen mit dem AC Ajaccio und Racing Straßburg auf dem letzten Tabellenplatz rangierend in die Ligue 2, Frankreichs zweite Spielklasse, ab. In der Spielzeit 2006/07 kam Bong sowohl bei den Profis als auch bei den Amateuren nur vereinzelt zum Einsatz und brachte es so am Ende der Saison auf eine Bilanz von zwei Ligue-2-Auftritten sowie auf acht Einsätze in der viertklassigen CFA. Nach einer guten Saison schaffte der FC Metz als Meister der zweithöchsten französischen Fußballliga den Wiederaufstieg in die Ligue 1 und nahm im Schlepptau SM Caen und den in der Vorsaison ebenfalls abgestiegenen Racing Straßburg in die Erstklassigkeit mit. In der Saison 2007/08 folgten vermehrte Einsätze des jungen kamerunisch-französischen Verteidigers, wobei er in elf Meisterschaftspartien zum Einsatz kam und auch zwölf Spiele für die B-Mannschaft absolvierte. Nachdem er in den beiden Vorsaisons in jeweils einem Coupe de France-Match zum Einsatz gekommen war und mit dem Team jedes Mal noch sehr früh im Bewerb ausgeschieden war, folgte 2007/08 ein Auftritt in der Coupe de la Ligue.
Aufgrund einer schlechten Saisonleistung schied die Mannschaft mit nur 24 erzielten Punkten aus 38 Spielen am Saisonende vom Spielbetrieb der Ligue 1 aus und musste erneut den Weg in Frankreichs Zweitklassigkeit antreten. Dort stand Bong zwar kurzzeitig in Profikader von Metz, wurde aber noch relativ am Anfang der Saison innerhalb der Liga an den FC Tours verliehen. Beim Klub aus der französischen Region Centre-Val de Loire avancierte der gebürtige Kameruner zu einem Stammspieler in der Abwehrreihe der Mannschaft und war neben Alexandre Dujeux und Tenema N’Diaye mit sechs gelben Karten der am öftesten verwarnte Spieler des Teams.
In der Sommerpause vor der Saison 2009/10 unterschrieb der 1,83 m große linke Außenverteidiger Ende Juli 2009 nach langen Verhandlungen einen Vierjahresvertrag beim Ligue-1-Verein FC Valenciennes. Nachdem er anfangs noch vermehrt als Ersatzspieler agierte, fand er dennoch recht rasch in die Startformation der Nordfranzosen. Bis zum Saisonende am 15. Mai 2010 kam Bong in 29 Meisterschaftspartien zum Einsatz, in denen er zwei Treffer erzielte; mit dem Team landete er in der Endtabelle auf dem passablen zehnten Platz. Seinen ersten Profitreffer im Laufe seiner doch schon einige Jahre dauernden Karriere erzielte der damals 21-Jährige am 20. Januar 2010 bei einem 2:0-Auswärtssieg über den späteren Absteiger US Boulogne, als er nach Vorlage von Foued Kadir in Minute 49 den 1:0-Führungstreffer für sein Team erzielte.
Im Sommer 2013 wechselte Bong zum griechischen Rekordmeister Olympiakos Piräus. Er konnte sich in Griechenland nicht durchsetzen; er hatte es auf 22 Ligaeinsätze gebracht, bevor er im Winter 2014 zum englischen Zweitligisten Wigan Athletic wechselte.
Ein halbes Jahr später wechselte Bong zu Brighton & Hove Albion und stieg mit der Mannschaft 2017 in die Premier League auf.

### Nationalmannschaftskarriere
Im Jahre 2009 wurde Bong vom Cheftrainer der französischen U-21-Nationalmannschaft, Erick Mombaerts, erstmals in den französischen U-21-Kader nominiert und Anfang August 2009 für ein Spiel gegen Polens U-21-Nationalteam berufen. Beim 2:2-Remis gegen Polen kam er schließlich in Minute 59 für Garry Bocaly auf den Rasen und gab so sein Nationalmannschaftsdebüt.
Nachdem er im April 2010 bei einem Ligaspiel gegen Lille von Kameruns Nationaltrainer Paul Le Guen beobachtet worden war, äußerte Bong öffentlich seine Bereitschaft für einen Verbandswechsel. Im Mai 2010 nominierte Le Guen ihn zunächst in das vorläufige 30 Spieler umfassende Aufgebot Kameruns für die Fußball-Weltmeisterschaft 2010 in Südafrika, und gehörte schließlich auch zum endgültigen 23-Mann-Kader, neben Eric Maxim Choupo-Moting als einziger Spieler ohne vorherigen Länderspieleinsatz und zum Zeitpunkt der Nominierung ohne FIFA-Freigabe für einen Verbandswechsel. Bong ist einer von fünf Spielern (sechs, wenn man Vincent Aboubakar dazuzählt, der allerdings noch während seiner Zeit im Kamerun in den Kader berufen wurde) des FC Valenciennes, der an der Weltmeisterschaft 2010 teilnimmt; 1990 gehörte sein Onkel Jean-Claude Pagal beim Viertelfinaleinzug Kameruns zum Nationalteam.
Nachdem die Freigabe erfolgt war, kam der 22-Jährige Linksaußen am 1. Juni 2010 zu seinem Länderspieldebüt für Kamerun, als er bei einer 1:3-Niederlage gegen Portugal in der 78. Spielminute für den langjährigen Internationalen Jean Makoun auf den Rasen auflief.

## Erfolge
- 1× Meister der Ligue 2: 2006/07 (mit dem FC Metz)
- Griechischer Meister: 2013/14 mit Olympiakos Piräus